# Jan Dulski
Jan Dulski herbu Przeginia (ur. 1534, zm. 28 marca 1590 w Warszawie) – podskarbi wielki koronny w latach 1580-1590, kasztelan chełmiński w latach 1572-1590, podskarbi pruski w latach 1581-1590, ekonom malborski, łowczy podlaski, starosta świecki, starosta rogoziński, starosta dybowski, starosta brański od 1570 roku, starosta suraski w 1566 roku, w 1590 starosta tczewski, początkowo przeciwnik a następnie najwierniejszy zwolennik i doradca Stefana Batorego. Luteranin. 
Żonaty z siostrzenicą kanclerza Jana Zamoyskiego. 
Był uczestnikiem zjazdu w Knyszynie 31 sierpnia 1572 roku. Podpisał konfederację warszawską 1573 roku. Podpisał dyplom elekcji Henryka III Walezego. 
W 1575 roku podpisał elekcję cesarza Maksymiliana II Habsburga.
W 1587 roku podpisał reces, sankcjonujący wybór Zygmunta III Wazy.
Był wyznawcą kalwinizmu.